# مون جا يونغ
مون جا يونغ (هانغل: 문가영)؛ هي ممثلة من كوريا الجنوبية، ظهرت في العديد من الأعمال التلفزيونية، أشهرها مرحبا بكم في وايكيكي 2 لعام (2019) والجمال الحقيقي لعام (2020).

## النشأة
ولدت جا يونغ في مدينة كارلسروه بألمانيا لأبوين كوريين جنوبيين، عادت هي وعائلتها إلى كوريا عندما كانت في العاشرة من عمرها.

## المسار المهني
بدأت جا يونغ مسيرتها التمثيلية في عام 2006 كممثلة طفلة، وظهرت في عديد من الأفلام والمسلسلات.
في عام 2014 لعبت دور الفتاة المراهقة وهو أول دور قيادي لها بصفتها الشخصية الرئيسية في فيلم ميمي، وهو عبارة عن دراما، غموض، رومانسي، مكون من أربع حلقات تم بثه على قناة إمنت.
في أبريل 2015 ظهرت جا يونغ في دراما الويب، اسمه EXO Next Door الذي تم بثه على نايفر تي في، وهو دراما تتحدث عن امرأة خجولة للغاية ومنطوية تبلغ من العمر 23 عامًا ولا تتمتع بأي خبرة في المواعدة.
لعبت أدوارًا داعمة في مسلسل تلفزيوني الناجح الغيرة المتجسدة لعام (2016) وإستحقاق الإسم لعام (2017).
في عام 2017 لعبت دور البطولة في الدراما الخاصة رقصة واحدة.
في عام 2018 لعبت دور البطولة في الدراما الرومانسية الغاوي العظيم، استنادًا إلى الرواية الفرنسية للقرن الثامن عشر بعنوان«العلاقات الخطرة». فازت بأدائها بجائزة التميز لأفضل ممثلة في حفل توزيع جوائز إم بي سي دراما.
في عام 2019 تم اختيار جا يونغ لواحدة من الأدوار النسائية الثلاث الرئيسية لمسلسل مرحبا بكم في وايكيكي2 على قناة جاي تي بي سي.
في عام 2020 تم اختيار جا يونغ لدور الرئيسي في المسلسل التلفزيوني الرومانسي تجدني في ذاكرتك لقناة إم بي سي. في نفس العام تم أختيارها للعب الدور الرئيسي لمسلسل الجمال الحقيقي الذي تم عرضه على شبكة تي في إن، المقتبس من الويب الذي يحمل نفس الاسم.

## فيلموغرافيا

### مسلسلات تلفزيونية
| عام       | عنوان                  | الدور                   | قناة البث      |
| --------- | ---------------------- | ----------------------- | -------------- |
| 2006      | الملاك الساقط، جيني    | ها مي                   | إمنت           |
| 2007      | يوم غائم               | ري نا                   | إيه بي إس      |
| 2007      | ساعات الأميرة          |                         | إم بي سي       |
| 2007      | بجانبي                 | سيو ايون جو (صغيرة)     | إم بي سي       |
| 2007      | الساحرة يو هيي         | ما يوو هي (صغيرة)       | إس بي إس       |
| 2007      | ميري ماري              | هوانغ ماي ري (صغيرة)    | إم بي سي       |
| 2007      | مسقط رأسي، فوق التل    | نا هاي يونغ             | كي بي إس       |
| 2008      | الحياة حلوة ومره       | ها نا ري                | إم بي سي       |
| 2009      | جا ميونغ جا            | سوسو (صغيرة)            | إس بي إس       |
| 2009      | صديق، أسطورة لدينا     | تشوي جين سوك (صغيرة)    | إم بي سي       |
| 2010      | الأسرة المحترمة        | هان دان يي (صغيرة)      | كي بي إس       |
| 2010      | رجل سيئ                | هونغ تاي را             | إس بي إس       |
| 2011      | أوتار القلوب           | لي جونغ هيون            | إم بي سي       |
| 2013      | من أنت؟                | دان أوه ريوم            | تي في إن       |
| 2013      | عائلة وانغ             | وانغ هاي بك             | كي بي إس 2     |
| 2014      | ميمي                   | ميمي                    | إمنت           |
| 2015      | EXO المجاور            | جي ايون هي              | نايفر تي في    |
| 2015      | التاجر: جيك جو         | وول هي                  | كي بي إس 2     |
| 2015      | حب لذيذ                | بارك سو جين             | نايفر تي في    |
| 2016      | مرآة الساحرة           | سول جاي                 | جاي تي بي سي   |
| 2016      | لا تجرؤ على الحلم      | لي بال جانغ             | إس بي إس       |
| 2017      | إستحقاق الاسم          | دونغ ماك جاي            | تي في إن       |
| 2017      | رقصة واحده             | كيم مين سون             | كي بي إس 2     |
| 2018      | الغاوي العظيم          | تشوي سو جي              | إم بي سي       |
| 2019      | مرحبا بكم في وايكيكي 2 | هان سو ايون             | جاي تي بي سي   |
| 2020      | تجدني في ذاكرتك        | ييو ها جين              | إم بي سي       |
| 2020–2021 | الجمال الحقيقي         | ايم جو كيونغ            | تي في إن       |
| 2021      | وصفة للشباب            | تشا سو بين              | بابانجيا تي في |
| 2022      | شهاب                   | يو ها جين (ظهور خاص)    | تي في ان       |
| 2022      | الرابط : أكل، حب، أقتل | نوه دا هيون             | تي في ان       |
| 2022–2023 | فهم الحب               | هن سو يونغ              | جاي تي بي سي   |
| 2023      | مخادع بشكل مبهج        | مين كانغ يون (ظهور خاص) | تي في ان       |
| 2025      | أعز أعدائي             | جيد سو جونغ             | تي في ان       |
| 2025      | القانون والمدينة       | كانغ هي جي              | تي في ان       |

## نشاطات أخرى
| عام  | عنوان                                   | المراجع |
| ---- | --------------------------------------- | ------- |
| 2021 | مهرجان سيئول الدولي لسينما، المرأة ال23 | [ 30 ]  |

## الجوائز والترشيحات
| قائمة الجوائز والترشيحات | قائمة الجوائز والترشيحات | قائمة الجوائز والترشيحات                             | قائمة الجوائز والترشيحات | قائمة الجوائز والترشيحات | قائمة الجوائز والترشيحات |
| السنة                    | الجائزة                  | الفئة                                                | عن عمل                   | النتيجة                  | م.                       |
| ------------------------ | ------------------------ | ---------------------------------------------------- | ------------------------ | ------------------------ | ------------------------ |
| 2010                     | جوائز دراما كي بي إس     | أفضل ممثلة شابة                                      | الأسرة المحترمة          | رُشِّح                      | [ 31 ] [ 32 ]            |
| 2013                     | جوائز دراما كي بي إس     | أفضل ممثلة شابة                                      | عائلة وانغ               | رُشِّح                      | [ 31 ] [ 32 ]            |
| 2017                     | جوائز دراما كي بي إس     | أفضل ممثلة في فيلم / دراما قصيرة                     | الرقص وحده               | رُشِّح                      | [ 31 ] [ 32 ]            |
| 2018                     | جوائز إم بي سي للدراما   | جائزة التميز، ممثلة في دراما من الاثنين إلى الثلاثاء | الغاري العظيم            | فوز                      | [ 31 ] [ 32 ]            |
| 2018                     | جوائز إم بي سي للدراما   | أفضل ممثلة جديدة                                     | الغاري العظيم            | رُشِّح                      | [ 31 ] [ 32 ]            |
| 2020                     | جوائز إم بي سي للدراما   | جائزة التميز الأعلى، ممثلة في مسلسل قصير.            | اعثر علي في ذاكرتك       | رُشِّح                      | [ 31 ] [ 32 ]            |
| 2020                     | جوائز إم بي سي للدراما   | جائزة أفضل ثنائي مع كيم دونغ ووك                     | اعثر علي في ذاكرتك       | فوز                      | [ 31 ] [ 32 ]            |
| 2021                     | جوائز آسيا الفنية        | جائزة العاطفة – ممثلة                                | الجمال الحقيقي           | فوز                      | [ 33 ] [ 34 ]            |
| 2021                     | جوائز آسيا الفنية        | جائزة الشعبية – ممثلة                                | مون جا يونغ              | رُشِّح                      | [ 35 ]                   |
| 2023                     | جوائز آسيا الفنية        | جائزة أفضل أداء تمثيلي                               | فهم الحب                 | فوز                      | [ 36 ]                   |

## روابط خارجية
- مون جا يونغ على موقع IMDb (الإنجليزية)
- مون جا يونغ على موقع روتن توميتوز (الإنجليزية)
- مون جا يونغ على موقع قاعدة بيانات الفيلم (الإنجليزية)
- مون جا يونغ على موقع ليتربوكسد (الإنجليزية)
- مون جا يونغ على موقع كينوبويسك (الروسية)
- مون جا يونغ في هانسينما